# パッシブハウス

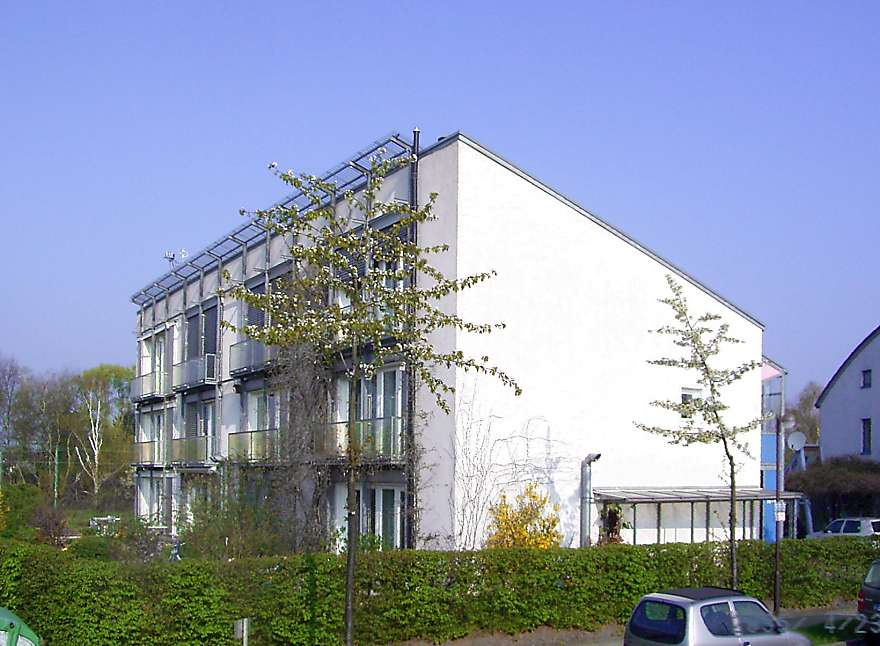
ドイツ・ダルムシュタットのパッシブハウス

パッシブハウス（passive house）とは、ドイツパッシブハウス研究所が規定する性能認定基準を満たす省エネルギー住宅である。日本で最初のパッシブハウスは2009年8月に神奈川県鎌倉市雪ノ下にて建築され、設計をKEY ARCHITECTS、施工を株式会社建築舎が行った。

## 名称の由来
建物の性能を上げる事により、高性能の熱交換器による空調設備だけで、アクティブな冷暖房器具が不要であるという意味合いから「パッシブ」（passive：受身の）の名が付けられた。
西洋人にとって通常の暖房器具とされる“セントラルヒーティング”が不要である事から、“暖房器具の無い住宅”と呼ばれることもあるが、冷暖房器具が不要である訳では無い。つまり無暖房（無冷房）住宅の事ではない。

## 性能基準
1m2当たりのエネルギー量：kWh/m2（年間）
- 冷暖房需要が各15kWh/m2以下
- 一次エネルギー消費量（家電も含む）が120kWh/m2以下
- 気密性能として50㎩の加圧時の漏気回数が0.6回以下※

※「漏気回数が0.6回以下」とは「隙間相当面積（C値）=0.2cm2/m2以下」のことである。

## 認定の流れ
設計段階でドイツパッシブハウス研究所に審査を依頼し、性能基準を満たしていれば仮認定書が発行される。
施工後、設計性能を有しているか躯体性能試験を行い、基準を満たしていれば正式な認定書が発行される。
性能基準の審査に用いられるソフトはExcelベースのPHPP（Passive House Planning Package）である。

## 特徴
パッシブハウスは西ヨーロッパで普及が進み、木造に限らず鉄筋コンクリート造のパッシブハウスもあり、さらには一般住宅以外に共同住宅や消防署なども建築されている。
パッシブハウスは気温が－20℃にもなる極寒の地でも、暖房なしでも過ごせるほどで、その省エネ性、断熱性、気密性は世界トップレベル。日本は四季がある独特の気候であり、日本の気候に合わせたパッシブハウス建築が望まれている。そしてパッシブハウスの基準は世界各国の省エネルギー基準の中で最も厳しいと言われ、基準を満たすためには、窓や断熱材、換気装置の選別、気密・断熱の施工技術力、熱損失や消費エネルギーの計算など高レベルな建築設計並びに施工が求められる。